# Regionální ředitelství kriminální policie v Paříži

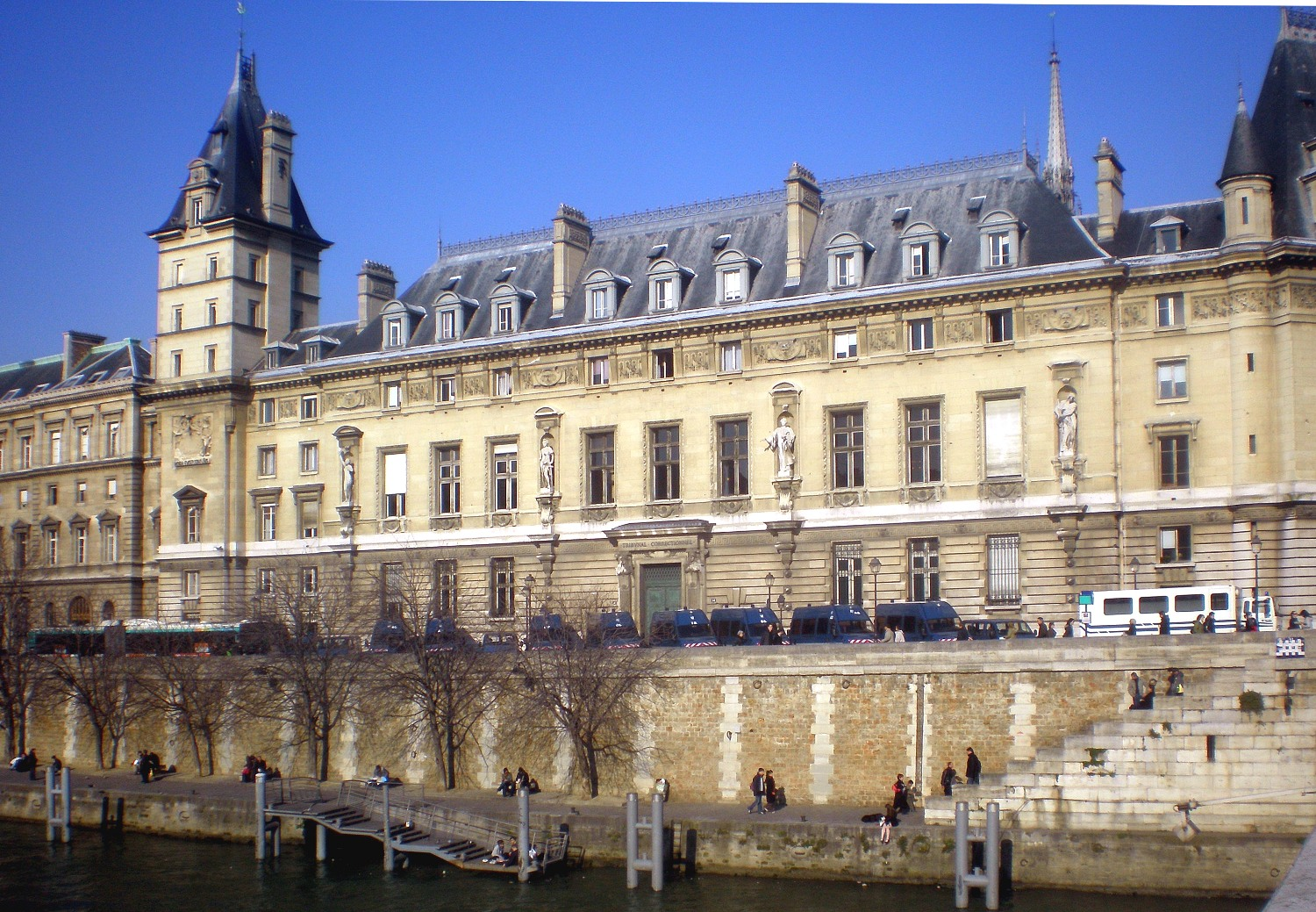
Sídlo ředitelství na Zlatnickém nábřeží

Regionální ředitelství kriminální policie v Paříži (francouzsky Direction régionale de la police judiciaire de Paris) je hlavní velitelství kriminální policie v Paříži, které je součástí Policejní prefektury. Nachází se na adrese 36, quai des Orfèvres v 1. obvodu.

## Historie
Ve své moderní podobě bylo ředitelství vytvořeno na základě vyhlášky policejního prefekta Célestina Henniona 3. srpna 1913. Kriminální policie na své současné adrese sídlí od roku 1880 a proslavil ji především spisovatel Georges Simenon se svou postavou komisaře Maigreta. Dalším slavným fiktivním komisařem byl seriálový komisař Moulin.
Policejní ředitelství je natolik spjaté se svým sídlem, že došlo k metonymii a pojmem Zlatnické nábřeží neboli Quai des Orfèvres se takto samo přeneseně označuje. Obdobně jako je Quai d'Orsay (nábřeží) synonymem pro ministerstvo zahraničí, které tam sídlí.
Ředitelství se ovšem za několik let spolu s hlavním soudním tribunálem přesunou na okraj města do čtvrti Batignolles do nového justičního paláce umístěného v mrakodrapu Tour du Palais de Justice, jehož výstavba by měla být dokončena v roce 2015.

## Činnost
Jeho územní působnost zahrnuje jednak hlavní město Paříž a rovněž tři okolní departementy Hauts-de-Seine, Seine-Saint-Denis a Val-de-Marne.
Jeho činnost se zaměřuje na boj proti kriminalitě a organizovanému nebo specializovanému zločinu. Dále se specializuje na aplikaci a kontrolu prostředků forenzních věd, a zavádění informačních technologií a technické pomoci při vyšetřování.